# Волков, Михаил Константинович
Михаил Константинович Волков — российский физик, доктор физико-математических наук (1973), профессор (1991), заслуженный деятель науки РФ (2000).

## Биография
Родился 27 января 1937 г.
Окончил среднюю школу в Нальчике (1954), Физический факультет МГУ (1954 — январь 1960) и его аспирантуру (учился сначала очно, потом заочно, руководитель академик Н. Н. Боголюбов), в 1967 г. защитил кандидатскую диссертацию.
С мая 1962 г. и по настоящее время (2018) работает в ЛТФ ОИЯИ: младший научный сотрудник, с 1969 старший научный сотрудник, с 1986 ведущий научный сотрудник, с 1993 г. главный научный сотрудник, в 1996—2004 гг. начальник сектора.
В 1973 г. защитил докторскую диссертацию. В 1991 г. утверждён в звании профессора.
Учёный в области математической физики, квантовой теории поля и кирально-симметричных моделей адронов.
Предложил метод регуляризации для неполиномиальных теорий поля, получивший название «суперпропагаторный метод».
Вместе с В. Н. Первушиным опубликовал монографию «Существенно нелинейные теории поля, динамические симметрии и физика мезонов», в которой были заложены основы киральной теории возмущений для низкоэнергетической физики адронов.
С 1981 г. совместно с Д. Эбертом приступил к интенсивному изучению внутренних свойств адронов и их сильных взаимодействий.
Читал курсы лекций по квантовой теории поля в различных вузах.

## Награды и звания
Заслуженный деятель науки РФ (2000). Награждён орденом Почёта (2006).

## Научные труды
Опубликовал около 300 работ, из них более 250 в рецензируемых журналах (около 4000 цитирований).
- M. K. Volkov, Meson Lagrangians in a Superconductor Quark Model, Annals Phys. 157 (1984), 282—303.
- D. Ebert and M. K. Volkov, Composite Meson Model with Vector Dominance Based on U(2) Invariant Four Quark Interactions, Z. Phys. C 16 (1983), 205—210.
- D. Ebert, H. Reinhardt and M. K. Volkov, Effective hadron theory of QCD, Prog. Part. Nucl. Phys. 33 (1994), 1-120.
- M. K. Volkov, Low-energy Meson Physics in the Quark Model of Superconductivity Type. (In Russian), Sov. J. Part. Nucl. 17 (1986), 186. Fiz. Elem. Chast. Atom. Yadra 17 (1986) 433—471.
- M. K. Volkov and A. E. Radzhabov, The Nambu-Jona-Lasinio model and its development, Phys. Usp. 49 (2006), 551—561.
- M. K. Volkov and C. Weiss, A Chiral Lagrangian for excited pions, Phys. Rev. D 56 (1997), 221—229.
- M. K. Volkov and D. Ebert, Four-quark interactions as a common source of the vector meson dominance and sigma model (in russian), Yad. Fiz. 36 (1982), 1265—1277.
- M. K. Volkov, Effective chiral Lagrangians and the Nambu-Jona-Lasinio model, Phys. Part. Nucl. 24 (1993), 35-58.
- D. Ebert, Y. L. Kalinovsky, L. Munchow and M. K. Volkov, Mesons and diquarks in a NJL model at finite temperature and chemical potential, Int. J. Mod. Phys. A 8 (1993), 1295—1312.
- M. K. Volkov, Method of construction of the Green’s functions in momentum space for unrenormalizable interactions, Annals Phys. 49 (1968) no.2, 202—218.
- M. K. Volkov, Description of nonpolynomial quantum field theories by superpropagator method, Fortschr. Phys. 22 (1974) 499.